# Massimo M
Il Massimo M è stato un traghetto ro/ro merci noto per aver navigato per conto della compagnia di navigazione italiana Moby Cargo dal 2009 al 2013.

## Caratteristiche
Ultima di una classe di tre unità gemelle, la nave è stata varata nel luglio del 1975 dal cantiere navale Ankerløkken Verft di Florø (Norvegia) e completata nel novembre dello stesso anno con il nome di Balduin per la compagnia norvegese Fred Olsen. Destinato esclusivamente al trasporto di rotabili, il traghetto non disponeva di alcuna sistemazione passeggeri ed era in grado di accogliere esclusivamente 12 membri dell'equipaggio.
Nel 1981 la nave, insieme alle unità gemelle Bayard e Bohemund, venne sottoposta ad un intervento di allungamento presso Frederikshavn (Danimarca); la lunghezza fuori tutto passò da 139,91 m a 167,52 m e la capacità di carico divenne pari a 1.724 metri lineari. Il Balduin, in quanto unica unità della classe non acquistata dalla compagnia sarda Lloyd Sardegna, non ha mai ricevuto alcuna sistemazione passeggeri.
La propulsione era affidata ad una coppia di motori Pielstick 12PC2-2V-400 da 8.825 kW complessivi.

## Servizio
Il traghetto entrò in servizio per la compagnia norvegese Fred Olsen nel 1975 sui collegamenti dal continente alla Norvegia, venendo noleggiata alla compagnia svedese Tor Line per due periodi (nel 1978 e nuovamente tra il 1981 e il 1986). Rimase in servizio per la Fred Olsen fino al 1999, operando principalmente sulle rotte dalla penisola scandinava al continente europeo ed in particolare tra Oslo e Rotterdam.
Nel 1999 la nave passò alla compagnia danese DFDS Tor Line, presso la quale assunse dapprima nome di Tor Norvegia e in seguito, nel 2001, il nome di Tor Neringa. Sotto la nuova proprietà venne impiegata sia sui collegamenti tra Danimarca e Lituania che sui collegamenti attraverso il Mare del Nord dove aveva già svolto servizio in passato.
A metà del 2006 la nave venne acquistata dalla Brax Skipholding Rederi, prendendo bandiera lettone e venendo temporaneamente posta in disarmo a Göteborg fino all'anno successivo, quando rientrò in servizio per brevi noleggi a diverse compagnie fino al 2009, quando venne posta nuovamente in disarmo a Götebordg con il nome troncato in Neringa.
All'inizio del 2010 il traghetto venne acquistato dalla compagnia italiana Moby Lines, che già possedeva da alcuni anni le navi gemelle Luigi Pa e Giuseppe Sa (rispettivamente ex Bayard e Bohemund). Rinominato Massimo M, dal nome dell'allora direttore commerciale del settore cargo di Moby, il traghetto venne messo in servizio sui collegamenti tra Livorno e Olbia. Il 18 giugno 2013 si sviluppò un incendio in sala macchine al largo del porto di Olbia, a seguito del quale il Massimo M venne posto in disarmo nel porto sardo. Venduto per la demolizione, il traghetto lasciò l'Italia a fine settembre 2013, giungendo dopo un mese di navigazione ad Aliağa in Turchia per lo smaltimento.

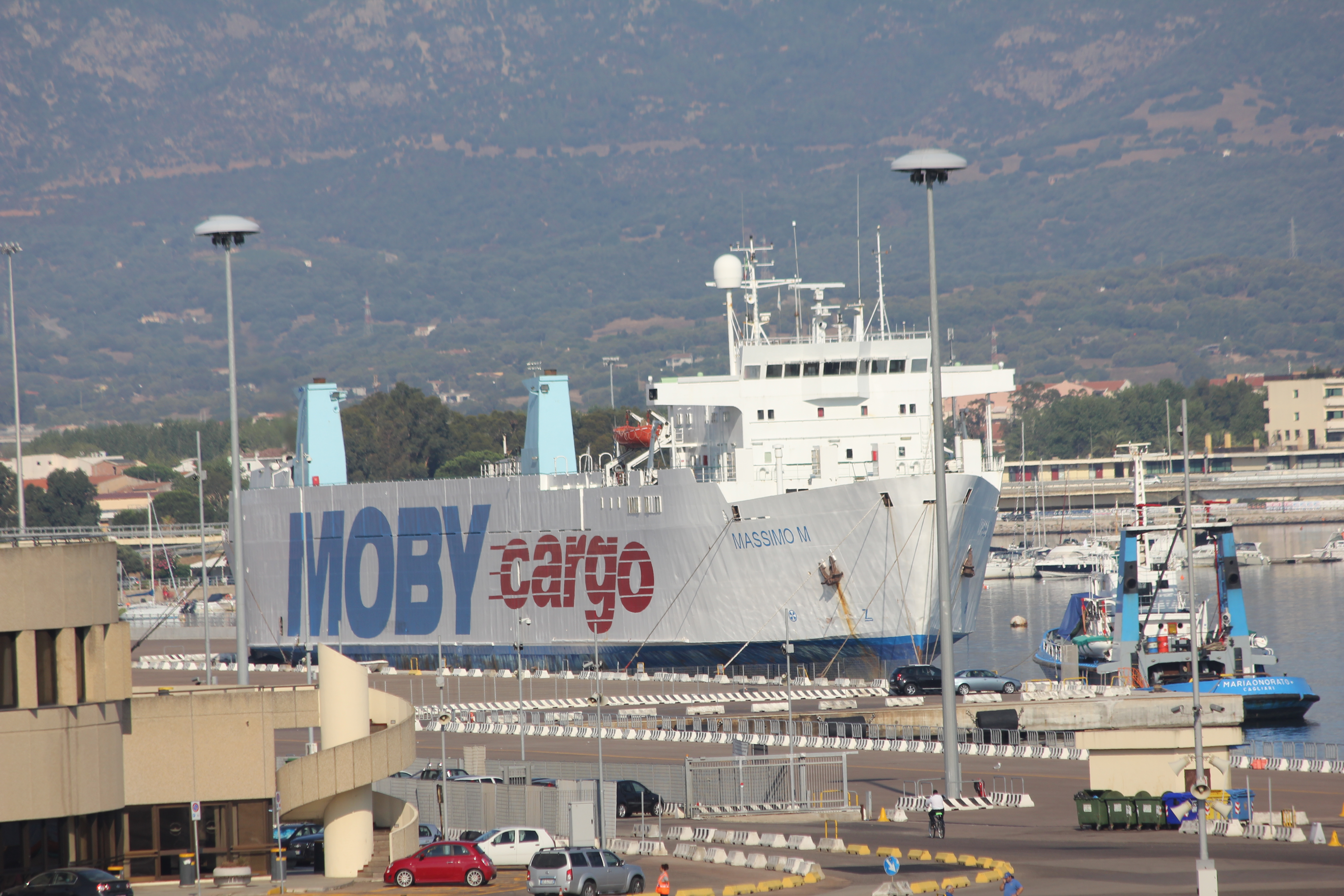
Il Massimo M in disarmo ad Olbia, in attesa della demolizione

## Navi gemelle
- Lerzan K (ex Bayard, Isola delle Stelle, Luigi Pa, Habib Neccar, Cenk M)
- Med Star (ex Bohemund, Isola delle Perle, Giuseppe Sa)